# Unghi tangențial

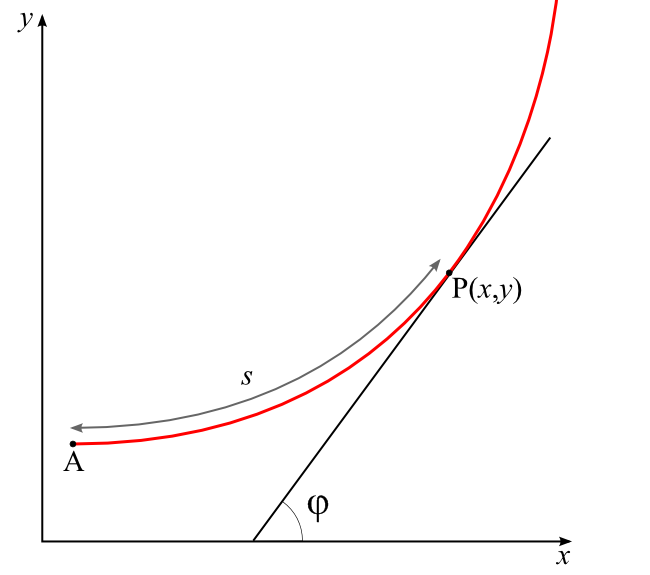
Unghiul tangențial φ al unei curbe oarecare P

În geometrie unghiul tangențial al unei curbe în planul cartezian, într-un anumit punct, este unghiul dintre tangenta în acel punct la curba dată și axa Ox. (Unii autori definesc unghiul ca fiind abaterea față de direcția curbei într-un punct inițial, fix. Aceasta este echivalentă cu definiția dată aici prin adăugarea unei constante la unghi sau prin rotirea curbei.)

## Ecuații
Dacă o curbă este definită parametric prin (x(t), y(t)), atunci unghiul tangențial φ în t este definit (până la un multiplu de 2π) prin
{\displaystyle {\frac {{\big (}x^{\,\prime }(t),\ y^{\,\prime }(t){\big )}}{{\big |}x^{\,\prime }(t),\ y^{\,\prime }(t){\big |}}}=(\cos \varphi ,\ \sin \varphi ).}
Aici, simbolul „ {\displaystyle ^{\,\prime }} ” (prim) indică derivata în raport cu t. Astfel, unghiul tangențial specifică direcția vectorului viteză (x(t), y(t)), în timp ce viteza specifică mărimea acestuia. Vectorul
{\displaystyle {\frac {{\big (}x^{\,\prime }(t),\ y^{\,\prime }(t){\big )}}{{\big |}x^{\,\prime }y^{\,\prime }(t){\big |}}}}
este numit versor, deci o definiție echivalentă este aceea că unghiul tangențial la t este unghiul φ astfel încât (cos φ, sin φ) este versorul tangent la t.
Dacă curba este parametrizată prin lungimea arcului⁠(d) s, astfel încât | x′(s), y′(s) | = 1, atunci definiția se simplifică la
{\displaystyle {\big (}x^{\,\prime }(s),\ y^{\,\prime }(s){\big )}=(\cos \varphi ,\ \sin \varphi ).}
În acest caz, curbura κ este dată de φ′(s), unde κ se ia pozitiv dacă curba se îndoaie spre stânga și negativ dacă curba se îndoaie spre dreapta. Invers, unghiul tangențial într-un punct dat este egal cu integrala definită a curburii până la acel punct:
{\displaystyle \varphi (s)=\int _{0}^{s}\kappa (s)ds+\varphi _{0}\,,}
{\displaystyle \varphi (t)=\int _{0}^{t}\kappa (t)s^{\,\prime }(t)dt+\varphi _{0}\,.}
Dacă curba este dată de graficul funcției y = f(x), atunci se poate lua (x, f(x)) ca parametrizare, și se poate considera că φ este între −π/2 și π/2. Asta duce la expresia explicită
{\displaystyle \varphi =\arctan f^{\,\prime }(x).}

## Unghi tangențial polar
În coordonate polare unghiul tangențial polar este definit ca unghiul dintre tangenta la curbă în punctul dat și raza de la origine la punct. Dacă prin ψ este notat unghiul tangențial polar, atunci ψ = φ − θ, unde φ este ca mai sus și θ este, ca de obicei, unghiul polar.
Dacă curba este definită în coordonate polare prin r = f(θ), atunci unghiul tangențial polar ψ la θ este definit (până la un multiplu de 2π) prin
{\displaystyle {\frac {{\big (}f^{\,\prime }(\theta ),\ f(\theta ){\big )}}{{\big |}f^{\,\prime }(\theta ),\ f(\theta ){\big |}}}=(\cos \psi ,\ \sin \psi )}.
Dacă curba este parametrizată prin lungimea arcului s drept r = r(s), θ = θ(s), astfel încât | r′(s), rθ′(s) | = 1, atunci definiția devine
{\displaystyle {\big (}r^{\,\prime }(s),\ r\theta ^{\,\prime }(s){\big )}=(\cos \psi ,\ \sin \psi )}.
Spirala logaritmică poate fi definită o curbă al cărei unghi polar tangențial este constant.